# 長妙寺
長妙寺（ちょうみょうじ）は、千葉県八千代市にある日蓮宗の寺院。山号は天受山。旧本山は、大本山法華経寺。合師法縁。

## 歴史
寛永3年1月18日（1626年）に河野栄通によって建立された。江戸時代には、江戸と成田を結ぶ佐倉街道（成田街道）の中間地にあたるため宿泊寺として多くの僧が訪れた。
ぢの呪い（痔）、八百屋お七の墓で知られている。墓には、「妙栄信女 天和午戊三月二十九日」と刻まれている。